# Gil Norton
Gil Norton (...) è un produttore discografico britannico.
Ha iniziato la sua attività di produttore discografico negli anni ottanta, lavorando con artisti del panorama Alternative rock statunitense come i Pixies e i Throwing Muses.